# Bill Hoffman
Julius William „Bill“ Hoffman (* 31. März 1902 in Raubsville, Pennsylvania; † 4. Juni 1994 in Allentown, Pennsylvania) war ein US-amerikanischer American-Football-Spieler in der National Football League (NFL). Er spielte als Nose Tackle und Guard bei den Frankford Yellow Jackets. 

## Spielerlaufbahn
Bill Hoffman wurde als Sohn von Jacob und Sallie Hoffman, geborene Raub, in Raubsville geboren. Er studierte an der Lehigh University und spielte dort vier Jahre lang Football. Hoffman machte seinen Abschluss in Ingenieurwissenschaften und unterschrieb danach einen Profivertrag bei den Frankford Yellow Jackets. William Hoffman wurde pro Spiel mit 250 bis 300 US-Dollar bezahlt und wurde sowohl in der Defense, als auch in der Offense eingesetzt. Aufgrund einer Knieverletzung kam er in der Saison 1924 nur in einem Spiel zum Einsatz. Seine Mannschaft gewann in diesem Jahr die Vizemeisterschaft in der NFL. Sie hatte elf von 14 Spielen gewonnen. Im Jahr 1925 übernahm Guy Chamberlin das Traineramt bei der Mannschaft aus Frankford und der ehemalige Kommilitone von Hoffman, Bill Springsteen, wurde von dem Team aus Pennsylvania verpflichtet. Chamberlin lief zeitgleich als Spieler für sein Team auf. Die Mannschaft um den All-Pro-Spieler Tex Hamer und dem späteren Mitglied in der Pro Football Hall of Fame, William R. Lyman, der im Laufe der Saison zur Mannschaft gestoßen war, konnte in diesem Jahr 13 Spiele gewinnen und verlor sieben Begegnungen.
Das Jahr 1926 war für Hoffman das erfolgreichste Spieljahr. Die Yellow Jackets gingen 14-mal als Sieger vom Platz, verloren ein Spiel und spielten zweimal unentschieden. Sie gewannen mit dieser Leistung die NFL-Meisterschaft vor den durch George Halas trainierten Chicago Bears. Für den Gewinn der Meisterschaft erhielten die Spieler der Mannschaft als Meisterprämie eine Taschenuhr. Nach der Saison beendete Hoffman seine Laufbahn.

## Nach der Laufbahn
Bill Hoffman arbeitete nach seiner NFL-Karriere bis 1966 in der Firma Bethlehem Steel in leitender Stellung. Danach leitete er eine Jagdhütte. Er war seit 1925 verheiratet. 1986 spendete er 50.000 US-Dollar für den Bau einer neuen Kirche in Center Valley, seinem damaligen Wohnort. Hoffman starb in einem Pflegeheim.